# Luidia longispina
Luidia longispina är en sjöstjärneart som beskrevs av Percy Sladen 1889. Luidia longispina ingår i släktet Luidia och familjen sprödsjöstjärnor.

## Underarter
Arten delas in i följande underarter:
- L. l. malayana
- L. l. longispina